# 第六感 (電影)
《靈異第六感》（英語：The Sixth Sense）是一部於1999年上映的美國超自然恐怖片，由印度裔美籍導演奈·沙馬蘭自編自導，布魯斯·威利、哈利·喬·奧斯蒙、東妮·克莉蒂與奧莉維亞·威廉斯等人主演。該片講述兒童心理學家麥坎醫師（威利飾演）治療有陰陽眼的男孩柯爾（奧斯蒙飾演）的故事，然而隨著故事發展，麥坎發現了一件驚人的真相。
沙馬蘭於1995年在費城寫下了該片的劇本，並於兩年後搬家至洛杉磯尋求片商投資。迪士尼旗下的製片公司好萊塢影片以高價買下劇本，但因缺乏信心而將製作權賣給望遠鏡娛樂公司。選角方面，威利是沙馬蘭編劇時預設的主演人選，而奧斯蒙則是從上千名兒童演員中脫穎而出。《靈異第六感》的拍攝作業於1998年9月開始，取景地點以費城為主。該片的配樂由詹姆斯·紐頓·霍華負責。
《靈異第六感》於1999年8月6日開始在美國院線上映。該片獲得多數影評人的好評，影評人主要稱讚威利、奧斯蒙與唐尼·華伯格眾演員的演技，而片中氛圍和結局的大轉折也是影評人眼中的亮點。除了口碑良好外，該片也在全球進帳6.7億美元的票房，是1999年全美和全球第二賣座的電影，也是當時全美最賣座的超自然恐怖片（不考慮通貨膨脹），冠軍寶座維持至2017年才被《小丑回魂》超越。該片不僅在第72届奥斯卡金像奖上入圍最佳影片、最佳導演、最佳原著劇本、最佳男配角、最佳女配角和最佳剪輯六項大獎，在其他大大小小的頒獎典禮上也屢獲榮譽。

## 劇情
麥坎·寇羅醫師是美國賓夕法尼亞州費城的一名傑出兒童心理學家，幫助過不少問題兒童走回正路，也因此獲得市政府的表揚；不過因勤於工作而偶爾疏於陪伴妻子安娜。一晚，一名麥坎多年前治療不成功的青少年文生·葛雷闖入麥坎家中，槍擊麥坎腹部後，再舉槍自盡。
翌年的秋季，麥坎逐漸走出了槍擊陰霾，卻面臨一件與文生類似的病例——擁有陰陽眼的8歲男孩柯爾。柯爾長久以來飽受枉死鬼魂的困擾，讓他十分害怕，這種恐怖的遭遇讓他無法對他人啟齒，連母親琳恩都無法了解他的怪異行為。麥坎起初並不相信鬼魂的存在，但因柯爾的行為表現和自己無法治好的文生相似，因此決定盡全力來幫助柯爾。然而，在聽了一段錄音帶後，麥坎終於相信鬼魂確實存在。
在治療柯爾的同時，麥坎醫師發現自己的婚姻狀況出現問題，妻子安娜不但冷落他，而且似乎有了外遇，麥坎同時面對工作上與婚姻上的兩個難題而備受困擾。雖然如此，麥坎仍持續開導、陪伴柯爾。在麥坎的建議下，柯爾嘗試傾聽、幫助鬼魂。他為女孩柯林斯的亡魂申冤，指出她其實是被人毒殺，並提出證據揭發兇手。自此柯爾逐漸接受自己擁有陰陽眼的事實，也得以和母親修復關係。
然而，就在成功幫助柯爾走出恐懼後，麥坎回家後從安娜的喃喃自語中發現自己其實已經死亡，原本應戴在手上的戒指卻在安娜那裡。種種跡象在麥坎腦中閃過，許多人無視他、安娜另結新歡等現象都得到解釋，而柯爾說過的一句話「那些鬼魂都不知道自己已經死了」更讓他頓悟。原來他早已死在文生的槍下，只是對於未能成功治療文生和多陪伴妻子耿耿於懷，所以還未安息。如今，麥坎已經治療了和文生有類似狀況的柯爾，於是在完成最後一個目標——告訴妻子她是他最重視的一切——後，就安然地離開人世。

## 角色

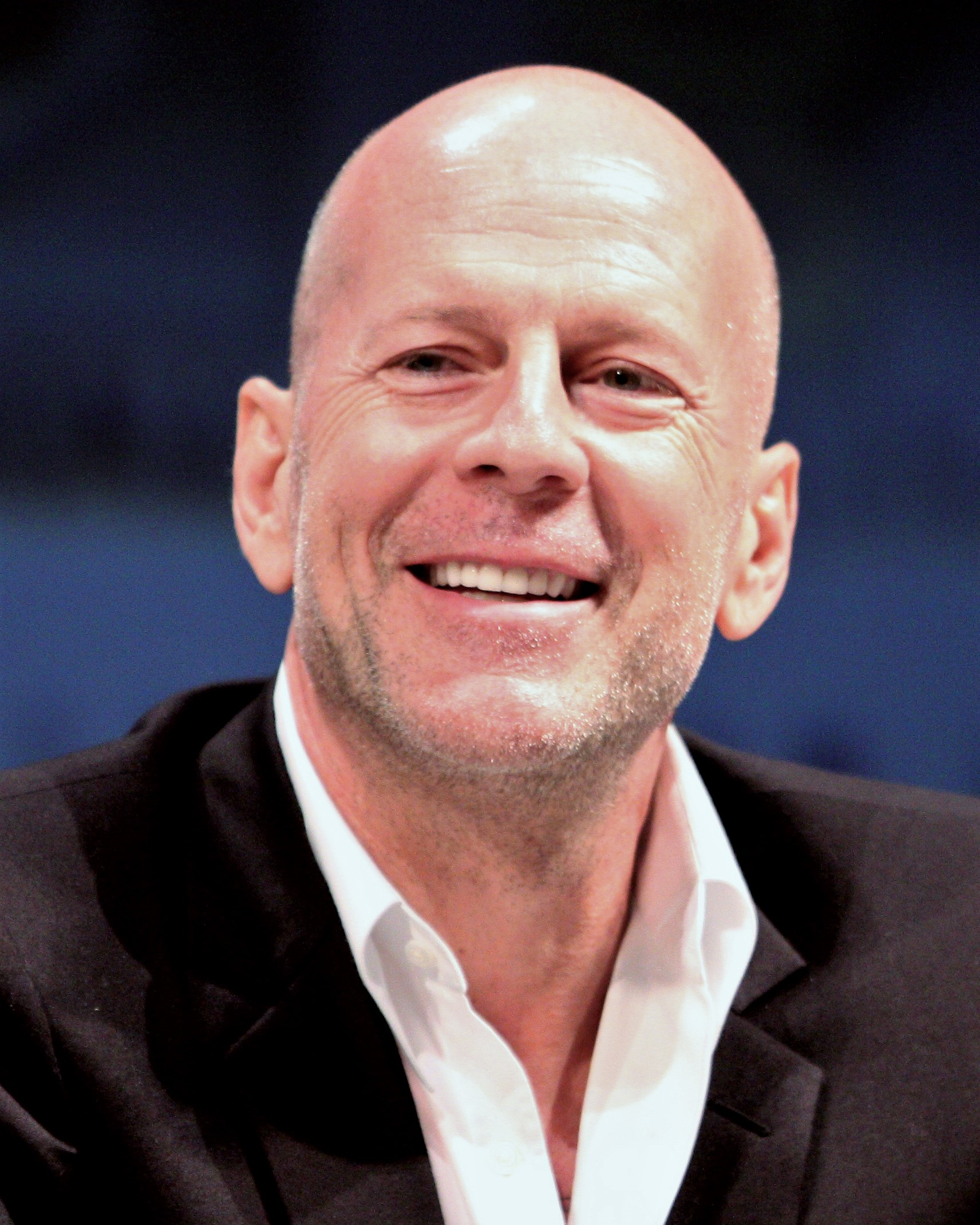
布魯斯·威利（圖）飾演兒童心理學家麥坎·寇羅（攝於2010年）

- 布魯斯·威利飾演麥坎·寇羅（Malcolm Crowe），兒童心理學家。

該片是威利首度主演恐怖驚悚片，不過他先前曾在另一部電影《夜色》（1994年）中詮釋過類似的心理醫生角色。出於劇情需要，原先是左撇子的威利不得不改用右手寫字，避免觀眾發現麥坎左手的結婚戒指不見而起疑。為了保密劇情，威利謝絕外界採訪，一次記者會都不參加。
- 哈利·喬·奧斯蒙飾演柯爾·席爾（Cole Sear），擁有陰陽眼的8歲男孩[15]，內向且害羞[16]。

對於該角色，當時年僅11歲的奧斯蒙表示，「柯爾是個鬥士，會對抗一切阻礙他、困擾他的事物，雖然被陰影籠罩仍奮戰不懈」。在接受有線電視新聞網（CNN）訪問時，奧斯蒙說，自己在拍片前就相信鬼的存在，而拍完片後更是深信不疑。為了拍片，奧斯蒙還參考了許多書籍。奧斯蒙也提到，由於自己在拍片時知道那些鬼魂只是演員而已，因此要演出被嚇到的神情十分具挑戰性。
- 東妮·克莉蒂飾演琳恩·席爾（Lynn Sear），柯爾的母親[16][20]，雖然無法理解柯爾的怪異行為，但依舊很關心他。

身為澳洲人的克莉蒂為了符合角色設定，特地改成了一口美國口音。
- 奧莉維亞·威廉斯（英语：Olivia Williams）飾演安娜·寇羅（Anna Crowe），麥坎的妻子[5]。
- 唐尼·華伯格飾演文生·葛雷（Vincent Grey），疑似精神異常的青少年，10年前接受麥坎治療未果，因而闖入麥坎家槍擊他後自殺。

為了飾演文生，原本體格健壯的華伯格犧牲掉了43磅（20）的體重。沙馬蘭表示，「華伯格出現在片場時，我幾乎認不出他來」。華伯格本來打算全裸出鏡，但劇組為了讓該片能以PG-13級上映而表示反對，最後華伯格穿著內衣拍戲。
- 格倫·菲茨傑拉德（英语：Glenn Fitzgerald）飾演西恩（Sean），不明男子，與安娜有曖昧的接觸。
- 米莎·巴頓飾演琪拉·柯林斯（Kyra Collins），代理型孟喬森症候群受害者，遭人長期在食物中下毒而死，死後請託柯爾將錄下犯罪經過的錄影帶交給她父親。
- 特拉沃·摩根飾演湯米（Tommy），柯爾的同學，曾為止咳糖漿拍過廣告。
- 布魯斯·諾里斯（英语：Bruce Norris (playwright)）飾演史丹利·康寧漢（Stanley Cunningham），柯爾的老師，年輕時有個綽號「口吃小史」。
- 安潔莉卡·佩姬（英语：Angelica Page）飾演柯林斯夫人，琪拉的母親，代理型孟喬森症候群患者，毒死琪拉的兇手。
- 格雷格·伍德（Greg Wood）飾演柯林斯先生，琪拉的父親。

此外，該片的編導沙馬蘭也在劇中客串出演，詮釋的角色為希爾醫生（Dr. Hill）。希爾醫生在發現柯爾身上的傷痕後，懷疑柯爾遭到母親家暴。

## 製作

### 編劇

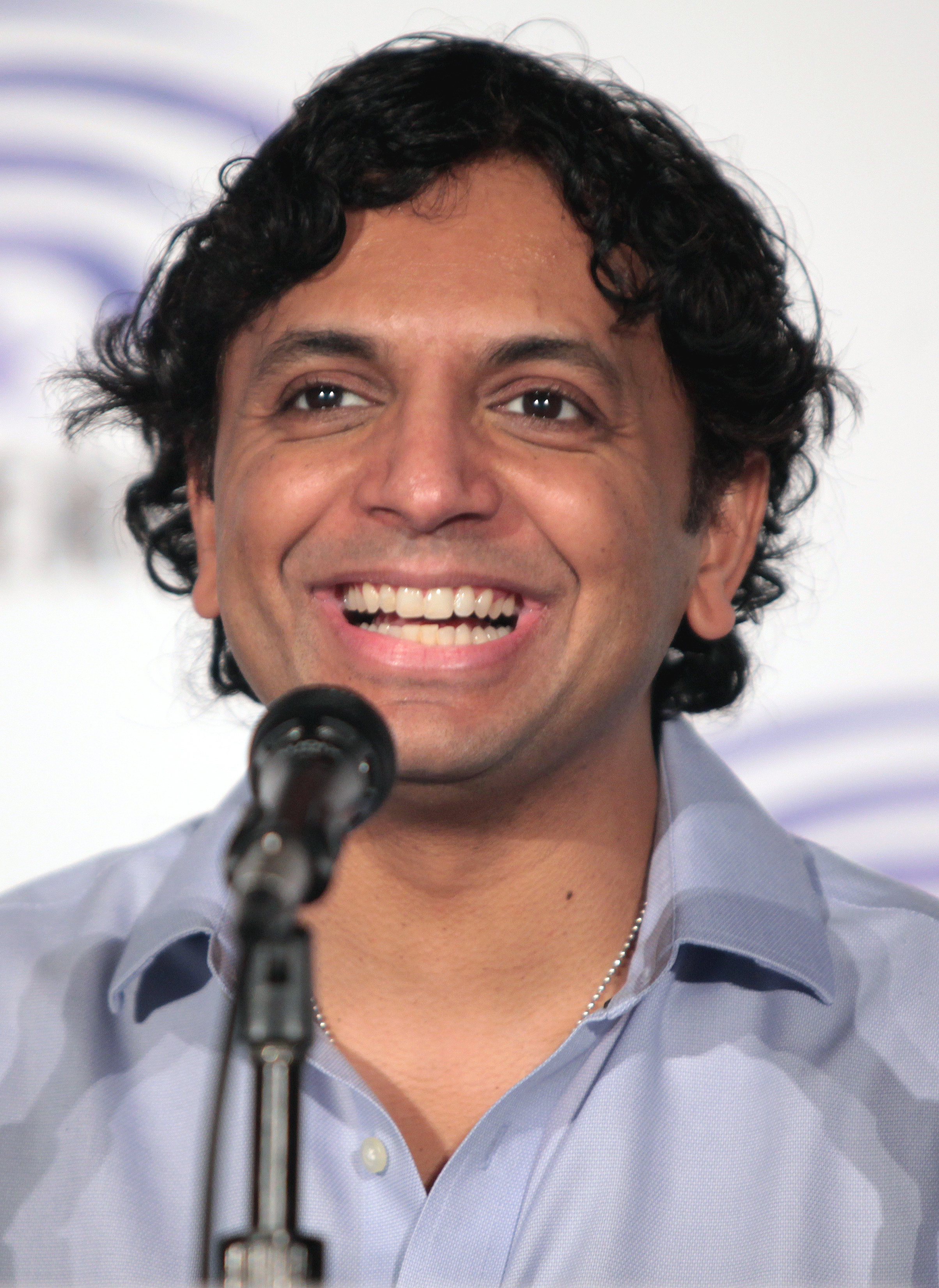
該片的編劇兼導演奈·沙馬蘭（攝於2016年）

1995年，印度裔美籍編導奈·沙馬蘭在費城寫下了該片的劇本。他在受訪時說，該片的概念源於兩個場景構思。第一個場景後來並未出現在正片中，僅是天馬行空的幻想：麥坎是一個犯罪現場的攝影師，一天，他在參加兒子學校的家長日活動時，發現兒子能畫出連環殺手的下一個受害者。第二個場景則和片中劇情有些雷同，其設定在一棟正舉行喪禮的房子裡，有個孩子坐在樓梯上講話，但沒有人站在他面前，其他人對此議論紛紛，認為孩子的父母管教不佳。對於第二個場景，沙馬蘭表示，「這多有趣啊，這個孩子說不定在和大家正哀悼著的亡魂聊天呢」。第二個場景後來發展成柯爾在柯林斯家喪禮的橋段。片名《靈異第六感》（The Sixth Sense）在沙馬蘭提筆寫劇本前就誕生了，他也表示，「這聽起來就是個偉大的片名」。

### 籌拍
1997年，沙馬蘭帶著妻兒離開費城，到洛杉磯找尋願意買下《靈異第六感》劇本的片商。在沙馬蘭的經紀人開始聯繫各個片商前，沙馬蘭訂下了幾個標準：必須要由他擔任導演，且底價為100萬美元。沙馬蘭表示，「我覺得有時你去寫一些沒人要你去寫的東西時，你應該要幫這個東西定價」，並回憶自己曾告訴經紀人「如果沒人要買劇本的話，沒關係，我會先把它擱在一邊」。結果許多片商爭相競標，有迪士尼、哥倫比亞影業、夢工廠和新線影業等。1997年9月中旬，競爭價碼據傳已達到200萬美元，最後劇本由迪士尼旗下的好萊塢影片以225萬美元買下（另一說是250萬美元）。根據交易內容，沙馬蘭確定保有導演職位。成交後，迪士尼一共向沙馬蘭支付了300萬美元，以當時的待售劇本來說是相當高的價碼。電影直接獲得綠燈批准，法蘭克·馬歇爾、凱斯琳·甘迺迪與貝瑞·曼德擔任電影監製，但迪士尼對該片缺乏信心，因而將該片的製作權賣給望遠鏡娛樂公司，僅保留發行權和12.5%的放映費（distribution fee）收入。在開拍前數個月，沙馬蘭就開始創作分鏡劇本。

### 選角
沙馬蘭表示，劇本中的麥坎一角原本就是為演員布魯斯·威利量身打造的，因為威利當時正在費城拍《未來總動員》（1995年）。「他就這樣出現在我的腦海裡了」，沙馬蘭說道。不過沙馬蘭也自知希望渺茫，因為威利當時是大牌影星，在有限的預算下不見得請得來。前期製作時，有不少演員都想擔綱此角，不過劇組最後還是找上威利。碰巧，威利在1997年因拒拍而與製片公司弄僵，這時迪士尼出面斡旋，雙方私下和解，威利當時主動表明要接演一部迪士尼電影來還人情。威利覺得《靈異第六感》的劇本十分不錯，並在看完沙馬蘭的另一部電影《小鬼一籮筐》（1998年）後，答應法蘭克·馬歇爾自己將擔綱麥坎一角。威利的片酬是1400萬美元，加上電影上映後的利潤分配則達到1億美元。

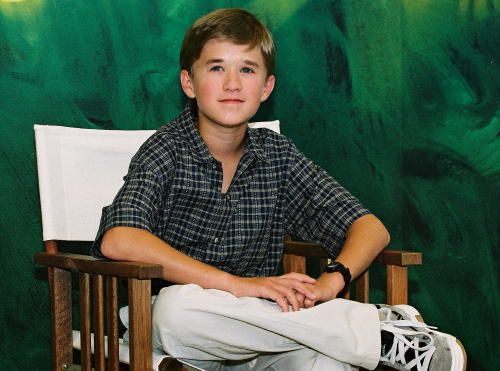
哈利·喬·奧斯蒙從上千名兒童演員中脫穎而出，飾演男孩柯爾（攝於2001年）

為了選出柯爾的演員，沙馬蘭進行了一連串甄選，於1998年8月從上千名兒童演員中挑出哈利·喬·奧斯蒙。當時，沙馬蘭在看過許多無法入戲的兒童演員後，聽到奧斯蒙在迪士尼動畫《美女與野獸：貝兒的心願》（1997年）中為角色「小茶杯」的配音演出，於是找上了奧斯蒙。試鏡前，奧斯蒙就在身為演員的父親尤金·麥可·奧斯蒙（Eugene Michael Osment）的要求下讀了劇本兩次。奧斯蒙試鏡完離開後，沙馬蘭對選角導演說，「這個角色非他莫屬」，「如果不是他來演的話，我不知道我還會不會想拍這部片」。奧斯蒙在試鏡時說出重要台詞「我看得見死人」（I see dead people）的表現尤其令沙馬蘭印象深刻。在奧斯蒙獲選前，麥可·塞拉也曾參與試鏡，连姆·艾肯接到邀約但拒絕了。
沙馬蘭要求柯爾之母琳恩的演員必須有「費城南方長相、味道及穿著」，不過最後獲選的卻是來自澳洲的東妮·克莉蒂。沙馬蘭表示，「我是克莉蒂的影迷，且十分欣賞她主演的《妙麗的春宵》（1994年），因此決定邀請她」。在獲選飾演琳恩時，克莉蒂正在考慮是否參演馬丁·史柯西斯導演的電影《穿梭鬼門關》（1999年），因此面臨困難的抉擇，最後她選擇接下琳恩一角。此外，在克莉蒂獲選之前，有不少演員也爭相飾演琳恩，瑪麗莎·托梅就是其中之一。

### 拍攝

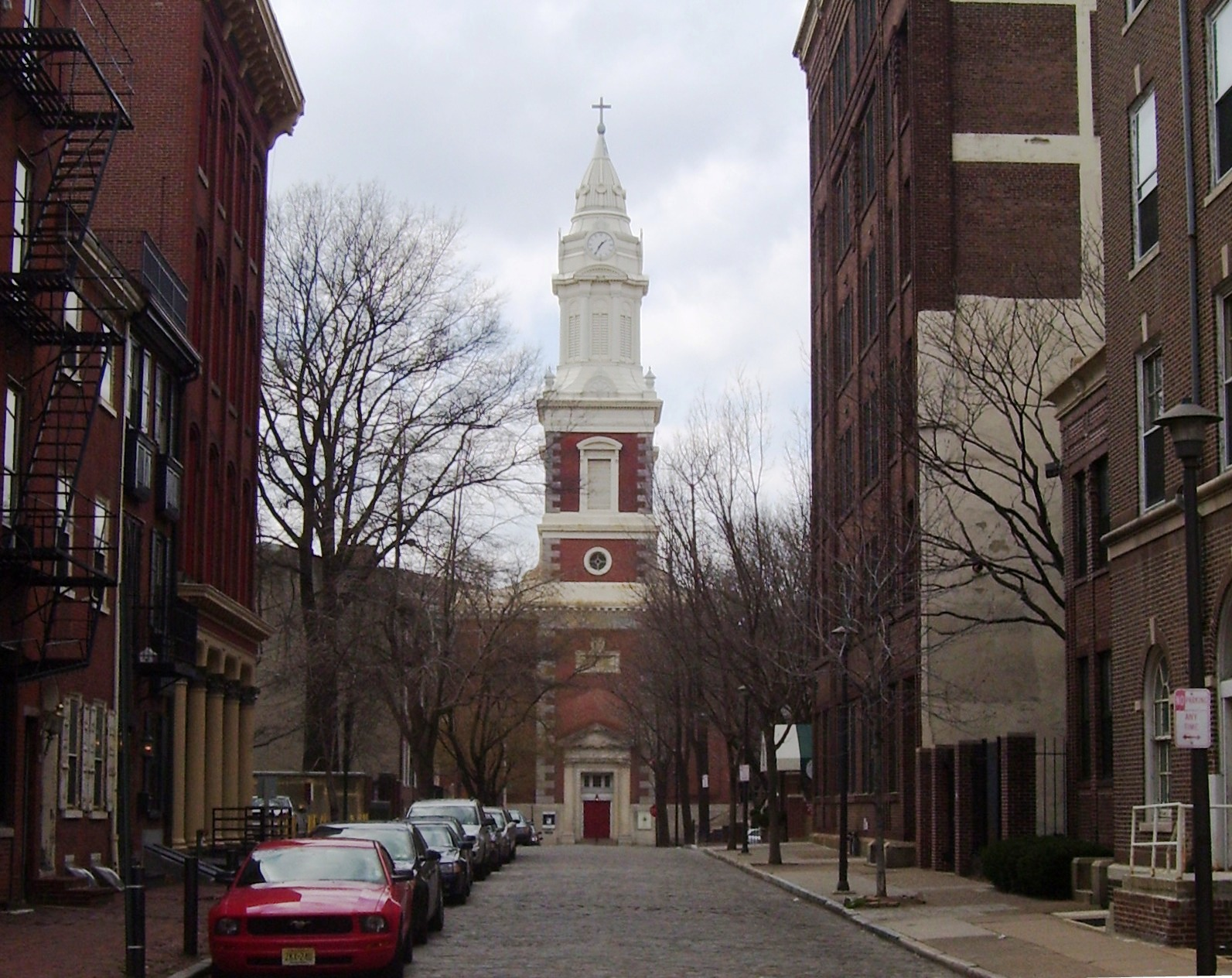
該片的取景地點之一聖奧古斯汀教堂

1997年9月底，《費城詢問報》指出電影將於明年2月在費城拍攝。之後開拍時間改至4月，再改至夏天，1998年9月初的報導稱電影將於9月21日開拍。根據大賓州電影辦公室（Greater Philadelphia Film Office），《靈異第六感》的拍攝作業於1998年9月14日正式開始，製作總部位在西費城的市中心，同年11月13日本片殺青。
在開拍前兩個星期，一眾主演都聚集到費城做排練。奧斯蒙回憶道，「我和布魯斯會和奈一塊，然後我也和東妮·克莉蒂一起見奈。布魯斯和奧莉維亞·威廉斯也有戲要練」，並表示，「在開拍前加強彼此的特定關係是很重要的」。麥坎的住宅拍攝於費城的地蘭西街，而麥坎和妻子安娜在餐廳的橋段則於核桃街的銀花鱸魚餐廳（Striped Bass，現已停止營業）取景。柯爾與母親的住處於聖奧爾本廣場（St. Alban’s Place）取景，而柯爾上教堂的橋段則在聖奧古斯汀天主教堂拍攝。
片中麥坎和安娜在餐廳的橋段由於是一鏡到底，因此頗為費工。此一橋段中，「結婚紀念日快樂」本來是麥坎的最後一句對白，但後來沙馬蘭改成由安娜說出。沙馬蘭表示，「我認為這樣很棒，如果你再看一遍電影，你就會知道安娜這句話其實是對自己說的」。此外，在分鏡劇本中，餐廳橋段裡本來會有一對正在打情罵俏的女侍與男侍經過麥坎和安娜身邊，以凸顯「愛情的開始和結束」的對比；但劇組在試了五、六次後，認為加入這一幕會干擾畫面，於是去除。
奧斯蒙在接受Syfy採訪時透露，柯爾和母親在車內的對手戲是他認為最難拍的橋段。他表示，「那天下著雨，我們拍了七遍，覺得不太行。第七次感覺拍得不錯，但也不是太有把握」。

### 設計
片中少有紅色的東西，但在一些橋段中，沙馬蘭用紅色來呈現「真實世界中被另一個世界感染的一部份」，亦即有鬼魂出現。製片人貝瑞·曼德也表示，「紅色是用來提示爆炸性情感的時刻和狀況」。運用紅色的例子包含：毒死琪拉的女子的衣服、柯爾尋求庇護的教堂的大門、氣球、柯爾被關進土牢時穿的毛衣、地下室麥坎打不開的門把等。沙馬蘭也用「呼吸聲」來凸顯「不自然的現象」，例子包含餐廳橋段等。另外，當一個鬼魂生氣時，現場的溫度就會驟降，所以在那些橋段中可以明顯看到柯爾呼出的白煙。
片中兩名擁有陰陽眼的角色柯爾和文生都有一搓白髮。對此沙馬蘭表示，「當人們有悲愴的經歷後，常有一夕白髮的現象，有第六感的小孩八成就會這樣」。劇情方面，製片人法蘭克·馬歇爾曾擔心，片中柯爾對著麥坎說出重要台詞「我看得見死人」時，鏡頭拉往麥坎的臉會給予觀眾太大的提示：麥坎已經死了，不過最後他們還是選擇保留。

## 音樂

### 配樂
| 評論得分       | 評論得分 |
| 來源           | 評分     |
| -------------- | -------- |
| AllMusic       | 4/5颗星  |
| Soundtrack.Net | 4/5颗星  |

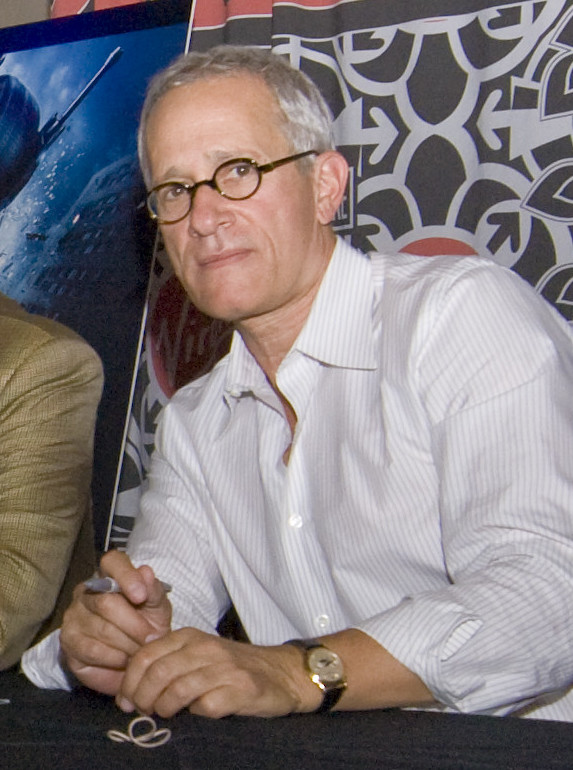
該片的配樂由詹姆斯·紐頓·霍華負責（攝於2008年）

該片的配樂由詹姆斯·紐頓·霍華負責。沙馬蘭表示，「片中主要的配樂和音效並不是針對電影本身，而是以音樂的角度來呈現感受另一世界的能力」。霍華也提到，「我們做了廣泛的討論，內容針對第感的廣泛意義、範圍、層次和經驗等，尤其是在驚悚和行善方面，或者是往好的一面去看待第六感」。霍華表示，當時他對這項工作感到「既興奮又害怕」，因為其「難度頗高」。該片的電影原聲帶於1999年8月底由瓦雷澤·薩拉班德唱片發布。
| 曲目列表 | 曲目列表                      | 曲目列表 |
| 曲序     | 曲目                          | 时长     |
| -------- | ----------------------------- | -------- |
| 1.       | Run to the Church             | 1:21     |
| 2.       | De Profundis                  | 2:23     |
| 3.       | Mind Reading                  | 2:45     |
| 4.       | Photographs                   | 0:55     |
| 5.       | Suicide Ghost                 | 1:34     |
| 6.       | Malcolm's Story/Cole's Secret | 4:01     |
| 7.       | Hanging Ghosts                | 2:31     |
| 8.       | Tape of Vincent               | 3:30     |
| 9.       | Help the Ghosts/Kyras Ghost   | 4:29     |
| 10.      | Kyras Tape                    | 2:02     |
| 11.      | Malcolm Is Dead               | 4:44     |
| 总时长： | 总时长：                      | 30:15    |

### 音效
片中出現了各種動物、人類的呼吸聲。霍華表示，「由於柯爾本身經歷眾多死者的干擾，所以每回他在描述時，他可能會幻想有無數莫名的聲音產生，或感受到有無數幽靈經過，產生驚嚇的反應」，於是他在柯爾說出經典台詞「我看得見死人」的橋段中，加入類似哭泣、呻吟、哀嚎的微弱音效。

## 上映
《靈異第六感》於1999年8月6日在美國院線上映，發行商為博偉電影發行。當天是導演沙馬蘭的生日，而他正因如此才將檔期定在當天，不過該片原本預定在10月上映。該片在上映後無論評價或票房都取得極大成功，可謂叫好又叫座。

### 分級
基於該片的題材和劇中短暫的恐怖畫面，美國電影協會（MPAA）將《靈異第六感》評為PG-13級，意味著片中含有部分家長可能認為不適合13歲以下觀眾觀看的內容，建議家長需特別注意。製片人羅傑·柏恩鮑姆在電影上映後告訴《好萊塢報導》，「我們第一次讀到這篇劇本時，我和製片人蓋瑞·巴柏就認為這部片是成人電影，到了殺青後，我們才發現該片的年齡層可以更低，最後我們拿到PG-13的評級，但還不確定這部片能不能對到年輕族群的胃口」。柏恩鮑姆補充道，「直到迪士尼行銷團隊將題材整合好，並推出預告片後，不分男女的所有年齡層都給予不錯的評價，我們才認清了一切」。他表示，「如果這部片被分為R級，我不認為會有今天的成功」。

## 反響

### 評價

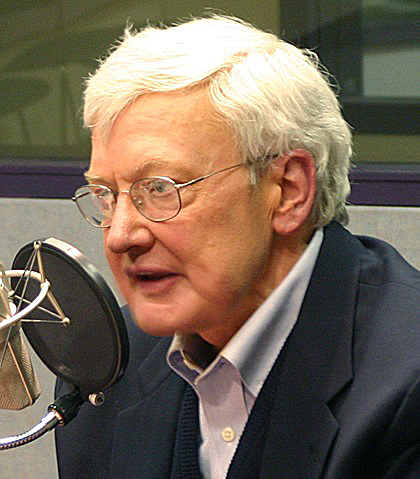
結局的轉折是許多影評人稱讚的焦點，影評人羅傑·伊伯特表示自己「完全沒料到」（攝於2006年）

《靈異第六感》獲得影評人們的如潮讚譽，眾主演的演技、電影的氛圍和結局的轉折大獲好評，被譽為「驚悚片新里程碑」。影評匯總網站爛蕃茄上收集的151篇專業影評文章中，有129篇給出了「新鮮」的正面評價，「新鮮度」為85%，平均得分7.6分（滿分10分），該網站對電影的共識性評價寫道「奈·沙馬蘭的《靈異第六感》是個情節峰迴路轉的鬼故事，具備好萊塢古典風格，但又像現代恐怖片一樣讓人發毛」，而Metacritic則根據35篇評論文章，其中25篇予以好評，4篇差評，6篇褒貶不一，給出平均分64（滿分100），綜合結果為「普遍良好的評價」。據CinemaScore進行的調查，觀眾的平均評價於A+至F間落於「A-」。
《芝加哥太陽報》的影評人羅傑·伊伯特給予該片3顆星（滿分4顆）的好評，並稱讚了哈利·喬·奧斯蒙的演技和結局。對於結局，伊伯特表示，「我得承認，我完全沒料到那個結局，該片大膽的敘事手法害我放任關鍵線索從眼前溜走」。《華盛頓郵報》的戴森·豪對布魯斯·威利與奧斯蒙的演技予以好評，並稱讚了沙馬蘭營造氣氛的功力，表示「到了電影的結局時，一個強力的伏筆浮出水面，令人頭暈目眩，感覺天旋地轉」。他總結道，沙馬蘭是這部片的最大功臣。《好萊塢報導》的麥可·瑞區蕭芬（Michael Rechtshaffen）在影評中說道「雖然主演威利、東妮·克莉蒂與奧莉維亞·威廉斯的演技都很棒，但觀眾的眼球很容易會被11歲的奧斯蒙擄獲」，稱讚奧斯蒙深情的演出賦予該片一個情感核心，成功彌補沙馬蘭的缺點。和大多數影評人一樣，瑞區蕭芬也讚賞了該片的大轉折結局。
《綜藝》雜誌的影評人陶德·麥卡錫表示，雖然該片有些沉悶且步調緩慢，但就因為結局謎底揭曉的那一刻，讓全片都有了意思，且重看一次會獲得更大的享受。他也稱讚了威利的表現，以及克莉蒂和威廉斯在有限戲份中的精彩演出。2019年，《前音後果》的梅根·娜瓦羅（Meagan Navarro）給予該片「A-」的好評，稱讚該片的開頭「相當巧妙」，並認為該片的成功大多應歸功於演員們的出色感情戲，尤其是柯爾與母親在車上的互動，就算經過20年，依舊賺人熱淚。也有部分影評人給出較為負面的評論。《紐約時報》的史蒂芬·霍登批評該片的劇情展開類似「《一路上有你》（1998年）和《美夢成真》（1998年）的花哨混種」，認為該片「似乎是從好萊塢投資超自然煽情電影那一刻，就已經被人胡亂調配出來的產物」。

### 票房
《靈異第六感》於1999年8月6日在美國院線上映，同期的電影有新片《偷天遊戲》、《神秘兵團》和《鐵巨人》，以及票房強片《落跑新娘》（上映第2週）、《厄夜叢林》（上映第4週）和《水深火熱》，競爭激烈。在上映前幾天，《綜藝》雜誌的評論家預測該片能獲得不錯的票房。首映週末三天，該片透過在2,161家電影院上映，進帳了2,668萬美元的票房，登上週末票房冠軍，同時打破先前由《絕命追殺令》（1993年）保持的全美8月單週末票房紀錄2,380萬美元，後於2001年被《火拼時速2》的6,680萬美元超越。Box Office Mojo的編者布蘭登·格雷（Brandon Gray）認為，由於觀眾不滿意同期恐怖片《鬼入侵》和《厄夜叢林》，於是將注意力集中在《靈異第六感》上，該片才得以殺出重圍。《綜藝》雜誌的編輯則指出，該片的票房成功源自於好口碑、宣傳手法和適合闔家觀賞的PG-13分級。根據《好萊塢報導》指出，首映週末的觀眾男女各半，18歲至49歲的觀眾佔全體的73%。隔週末，因為口碑持續發酵，加上放映影院數的增加，該片收穫2,576萬美元，成績較首週末僅下跌3.4%，並擊敗新上映的喜劇片《大製騙家》蟬聯票房冠軍，被視為暑期檔的票房黑馬。上映第9天，該片就超越了1億美元大關。到了第三個週末，該片依舊盤據冠軍寶座，是該年度除了《星際大戰首部曲：威脅潛伏》和《玩具總動員2》以外唯一一部全美票房三連霸的電影。該週末的票房為2,395萬美元，僅下跌7%，成績相當穩定，外界認為該片最終的全美票房有望突破2億美元。
到了第四個週末，該片收穫2,009萬美元，跌幅16.1%，依舊穩坐冠軍，新片兼亞軍《殺戰風雲》的票房僅有該片的一半。至此，《靈異第六感》成為該年度唯一一部蟬聯全美四週票房冠軍的電影，外界認為該片有望再蟬聯一週，並可能會超越《世界末日》（1998年）的2億美元大關，成為布魯斯·威利生涯中北美最賣座的作品。該片上映的第五個週末恰逢美國勞動節（週一）假期，四天共進帳2,927萬美元，壓倒性擊敗其他院線電影，得以蟬聯第五週冠軍，並打破《絕命追殺令》（1993年）創下的勞動節週末票房紀錄1,720萬美元，直到2007年才被《月光光心慌慌·殺清光》的3,100萬美元超越。其中，該片在勞動節當天進帳637萬美元的票房，成為歷來9月週一全美票房最高的電影，這項紀錄多年後才被《牠》（2017年）以880萬美元的成績刷新。該片的票房連霸在第六週終結，以1,651萬美元的票房不敵同為恐怖片的新片《魂飛魄散》（1,830萬美元），排名當週第二。上映第41天，該片正式突破2億美元大關。一直到上映第15週為止，該片都維持在週末票房排行的前十名。《靈異第六感》在上映40週後，於2000年5月下檔。
截至下檔日，《靈異第六感》在美國及加拿大地區共累積了2.935億美元的票房，加上來自其他地區的3.79億美元，全球票房共計6.728億美元，而其製片預算則是4,000萬美元。該片是1999年全美票房最高的PG-13級電影，同時也是1999年全美和全球第二賣座的電影，僅次於《星際大戰首部曲：威脅潛伏》的4.31億美元（全美）和9.83億美元（全球）。該片以2.935億美元的全美票房，超越《星際大戰五部曲：帝國大反擊》（1980年）的2.927億美元，成為當時全美影史票房第十名（不考慮通貨膨脹），並成為全美最賣座的超自然恐怖片（不考慮通貨膨脹），直到2017年才被《牠》的3.27億美元超越。該片當時也在全球影史票房排名上排行第九（不考慮通貨膨脹），如今已落至第130名之後。
在臺灣，該片的票房超過1億新臺幣。
| 上一届： 《落跑新娘》 | 1999年美國週末票房冠軍 第32週至第36週 | 下一届： 《魂飛魄散》 |

### 榮譽

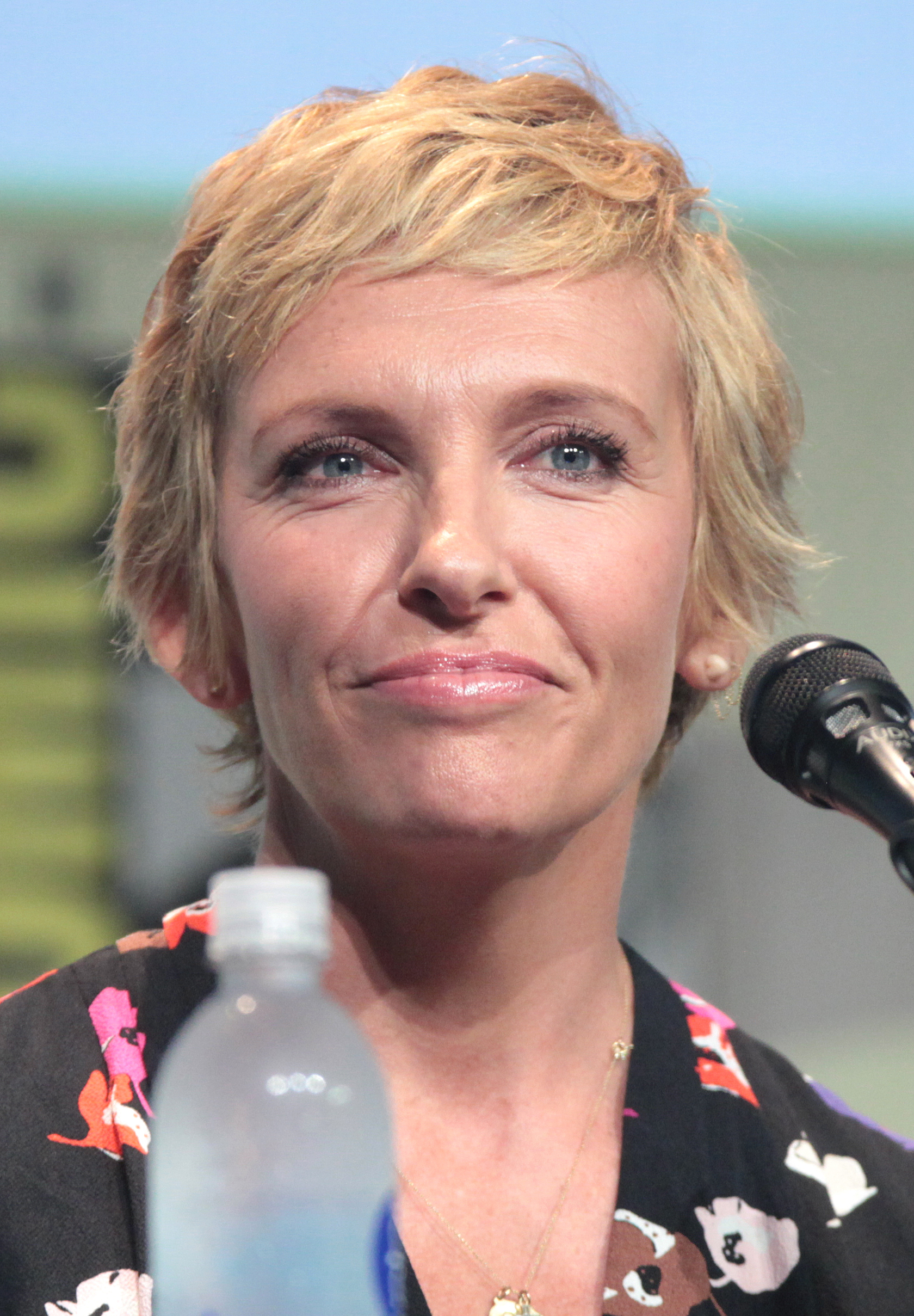
飾演柯爾母親的東妮·克莉蒂入圍奥斯卡最佳女配角奖（攝於2015年）

2000年，該片入圍第72屆奥斯卡金像奖的六項大獎：最佳影片、最佳導演（沙馬蘭）、最佳原著劇本（沙馬蘭）、最佳男配角（奧斯蒙）、最佳女配角（東妮·克莉蒂）和最佳剪輯，但最後無一得獎。沙馬蘭的祖國印度相當關注這場頒獎典禮，六項提名全數落空的結果引發人民不滿，有當地媒體認為原因是種族歧視的影響。在第53屆英国电影学院奖頒獎典禮上，該片獲提名最佳影片、最佳原創劇本（沙馬蘭）、最佳剪輯（安德魯·曼德西恩）和大卫·利恩導演成就獎（沙馬蘭），但最後也是全數落空。除此之外，《靈異第六感》也入圍或榮獲人民选择奖、卫星奖、金球獎、评论家选择电影奖、帝國獎、日本電影學院獎、MTV影視大獎、土星獎和雨果奖等大獎，入圍項目大多為最佳男配角或最佳年輕演員（奧斯蒙）。2013年，美国编剧工会將該片的劇本列入「有史以來最偉大的101部劇本」名單中，排在第50位。
美国电影学会殊榮：
- AFI百年百大驚悚電影（2001年）——第60名[108]
- AFI百年百大电影台词（2005年）：
  - 「我看得見死人。」（I see dead people.）——第44名[109][110]
- AFI百年百大电影（2007年）——第89名[111][112]

## 家庭媒體
該片的VHS和DVD於2000年3月28日由好莱坞影片家庭媒體公司在美國推出，而在臺灣，VCD和DVD提早於2000年3月24日上市。家庭媒體中包含多則特別收錄，包含幕後揭密和刪減片段等內容。該片登上2000年DVD銷售排行冠軍，共售出250萬份:31。

### 刪減片段
- 玩具兵：柯爾和一些玩具兵玩耍，麥坎在一旁觀看。沙馬蘭表示，該橋段會被刪去的原因是「有些訊息在電影中過早表達，可能使觀眾無法了解」[115]。
- 拜訪馬歇先生：柯爾前去馬歇先生的住處，找到他亡妻的日記並交給他。沙馬蘭表示，該橋段雖然重要，但嚴重影響電影的連貫性，因此整段刪除[115]。
- 重回馬歇先生住處：麥坎聽完錄音帶、發現鬼魂確實存在後，到馬歇先生的家看看他有無什麼變化。由於前一橋段被刪，此一橋段也連帶被刪除[115]。
- 延長的結局：麥坎向熟睡的妻子安娜道別後離去，而電視機則播放著麥坎過去的影片。沙馬蘭表示，該橋段是他最捨不得刪去的，但有兩個原因迫使他這麼做：一來他不希望結局過於哀傷，二來這個延長版結局有些情感氾濫[115]。

## 改編小說
本片的改編小說由彼得·勒蘭吉斯撰寫，於2000年出版。

## 後續影響
該片曾出現在日本漫畫《JoJo的奇妙冒險》第六部《石之海》的單行本第11卷中。2019年美國恐怖片《我們》的導演喬登·皮爾在該片開拍前列了一張參考片單給女主角露琵塔·尼詠歐，其中就包含《靈異第六感》和其他經典恐怖片。

## 備註
1. 1 2  即日後的華特迪士尼工作室電影[2]。
2. 也寫作「靈異第6感」[3]。
3. 1 2  沙馬蘭曾提到他寫劇本時是25歲[4]，因此由他的出生年份1970年可推出寫作時間是1995年前後，而根據報導，他在寫作劇本時布魯斯·威利正在拍攝《未來總動員》[5]。《未來總動員》的拍攝時間是1995年2月8日至同年5月6日[6][7]，由此可確定劇本寫作年份是1995年。